# Национальная библиотека Мексики
19°18′58″ с. ш. 99°11′06″ з. д.
Национальная библиотека Мексики — центральная библиотека Мексики, расположена в Центральном университетском городке Национального автономного университета в Мехико. Была основана 26 октября 1833 года.
Как национальная библиотека, она является ведущим библиографическим хранилищем Мексики и библиотекой обязательного экземпляра. Она также по мере возможности приобретает зарубежные книги о Мексике. Её коллекция насчитывает 1250000 документов, включая книги, карты и записи; является одной из крупнейших библиотек в Латинской Америке.
Газеты и другие периодические издания хранятся в Национальной газетной библиотеке Мексики, расположенной также в Центральном университетском городке, рядом с помещениями Национальной библиотеки.

## История
Первоначальный фонд Национальной библиотеки сформировали коллекции распущенных Папского и Королевского университетов Мексики (предшественник современного Национального автономного университета). Указ об учреждении Национальной библиотеки вступил в силу 26 октября 1833 года. В последующих указах 1846 и 1857 годов предпринимались попытки уточнить задачи и функции библиотеки.
Президент Бенито Хуарес издал указ 30 ноября 1867 года, в соответствии с которым Национальная библиотека получила большинство своих современных прерогатив, включая право на обязательный экземпляр. Кроме того, этим же указом библиотека была перенесена в церковь Святого Августина в исторический центр Мехико.
В 1914 году Национальная библиотека перешла под управление Национального автономного университета Мексики. Когда университет получил автономию в 1929 году, библиотека стала его составной частью. В 1967 году с целью облегчить управление Национальной библиотекой университет основал Институт библиографических исследований.
Национальная библиотека переехала на свое нынешнее место в 1979 году. Однако резервный фонд остался в специальном помещении в церкви Св. Августина. Здание было повреждено во время землетрясения 1985 года, в результате чего было решено построить новую пристройку к нынешнему зданию Национальной библиотеки. Новая пристройка была открыта в 1993 году.

## Услуги
Многие услуги библиотеки доступны для широкой публики. К ним относятся открытая комната для работы с книгами и компакт-дисками, а также отдельные комнаты для карт, дидактических материалов, аудио- и видеозаписей, а также комната с ресурсами для слепых пользователей. Большинство документов, имеющихся в этих залах, могут быть частично воспроизведены по запросу за небольшую плату в помещениях библиотеки.
Библиотека также предлагает услуги каталогизации и хранения книг. Экскурсии по объектам доступны по запросу.
Резервный фонд содержит наиболее ценные документы, принадлежащие библиотеке. Эта коллекция доступна только исследователям и насчитывает около 200000 документов. Она разделена на четыре части:
- Редкие и ценные произведения: 170 инкунабул, включая издание 1498 года «Божественной комедии» Данте Алигьери. В ней также есть копии первых книг, напечатанных в Мексике, самые старые из которых — это Recognitio summularum и Dialéctica resolutio Алонсо де ла Веракруса. Кроме того, коллекция Хосе Марии Лафрагуа содержит несколько томов, документирующих социально-экономическую историю Мексики между 1576 и 1924 годами.
- Архивы, рукописи и изображения: содержит рукописи и архивы, созданные несколькими деятелями и учреждениями мексиканской истории. В ней также есть коллекция фотографий, картин и гравюр, известная как Иконотека.
- Оригинальное собрание: включает 95000 документов, большая часть которых была напечатана в Европе между 1501 и 1821 годами.
- Особые коллекции: это частные коллекции и личные библиотеки, подаренные или приобретённые библиотекой. Сред наиболее известных коллекции Марио Колина Санчеса, Марии Асунсоло, Анхеля Полы, Габино Барреды и других.